# Butler (Missouri)
Butler város az USA Missouri államában, Bates megye megyeszékhelye. Lakosainak száma 4220 fő (2020. április 1.).

## Népesség
A település népességének változása:

| 2010 | 4 219 |
| 2020 | 4 220 |